# Gran Premio Capodarco 2006
Il Gran Premio Capodarco 2006, trentacinquesima edizione della corsa e valida come evento dell'UCI Europe Tour 2006 categoria 1.2, si svolse il 16 agosto 2006 su un percorso di 180 km. Fu vinto dall'italiano Marco Bandiera che terminò la gara in 4h25'00", alla media di 40,75 km/h.

## Ordine d'arrivo (Top 10)
| Pos. | Corridore          | Squadra      | Tempo    |
| ---- | ------------------ | ------------ | -------- |
| 1    | Marco Bandiera     | Zalf-Désirée | 4h25'00" |
| 2    | Francesco De Bonis | Monturano    | a 5"     |
| 3    | Anton Rešetnikov   | Russia       | a 7"     |
| 4    | Luis Amarán        | Viña Magna   | a 11"    |
| 5    | Matthew Lloyd      | SouthAustr.  | s.t.     |
| 6    | Alessandro Bisolti | Palazzago    | a 14"    |
| 7    | Ashley Humbert     | Podenzano    | s.t.     |
| 8    | Luca Zanasca       | Podenzano    | a 16"    |
| 9    | Simone Stortoni    | Lucchini     | a 24"    |
| 10   | Ben Greenwood      | Recycling    | s.t.     |